# Henri Delassus
Monsenhor Henri Delassus (Estaires, França, 12 de abril de 1836 – Saméon, França, 6 de outubro de 1921) foi um padre católico, doutor em teologia, e escritor contrarrevolucionário e antimaçônico.

## Biografia
Nascido em 12 de abril de 1836, foi ordenado padre em Cambrai em 1862. Veio a ser diretor do jornal Semaine Religieuse de Cambrai em 1875. Foi membro do Sodalitium Pianum.

## Temas
Se posiciona contra a maçonaria e o liberalismo. Para combater estas ideias ele defende uma teologia da história e uma filosofia política apoiada na família e nos valores da civilização cristã. Seu pensamento é costumeiramente enquadrado dentro da escola contrarrevolucionária, devendo muito a pensadores como Louis de Bonald, Joseph de Maistre, Antoine Blanc de Saint-Bonnet e o sociólogo Frédéric Le Play.

## Publicações
- A Conjuração Anti-Cristã: O Templo Maçônico que quer se Erguer sobre as Ruínas da Igreja Católica (1910)[3][4][5]
- O Problema da Hora Presente
- Verdades Sociais e Erros Democráticos
- Les pourquoi de la première guerre mondiale
- O Espírito de Família, na casa, na cidade, e no Estado (1911)
- O Americanismo e a Conjuração Anti-Cristã (1898)
- A missão póstuma de Santa Joana d'Arc e o Reino Social de Nosso Senhor Jesus Cristo